# Menya
Menya és una varietat denominada rústega d'olivera que compta amb unes 400 hectàrees de conreu a la província de Tarragona, en especial a les comarques de l'Alt Camp i el Baix Penedès. També se'n troben, amb menys intensitat, al Baix Llobregat. Sembla que el seu nom deriva del mot 'manyo', indicant aquest que la varietat menya descendeix de l'Aragó. Aquest tipus d'olivera havia estat a punt de l'extinció i es va anar recuperant mercès a l'esforç de diferents persones com és ara en Sergi Càmara, n'Abel Aguadé i en Miquel Vallès.

## Característiques agronòmiques
La varietat menya es conrea per a l'oli, que es considera de bona qualitat i baix en linoic. L'arbre d'olivera menya es considera de gran vigor, erecte i espès, amb bon arrelament, regularitat mitja i rendiment alt. Els seus fruits tendeixen a la maduració mitjana o precoç, són de despreniment difícil i de rendiment gras mitjà o baix. Aquesta varietat ofereix gran quantitat de polifenols i té una sensibilitat mitjana a la mosca de l'oliva. En els tasts, l'oli procedent de les olives menya és fruitat verd d'intensitat mitjana, picant, astringent i amargant.